# Monitor de Guerra de Información
El Monitor de Guerra de Información (del inglésInformation Warfare Monitor) (IWM) era un proyecto de investigación avanzada que rastreaba la aparición del ciberespacio como ámbito estratégico.  Fue cerrada en enero de 2012. Era un proyecto público-privado entre dos instituciones canadienses:  El Grupo SecDev, un instituto de pensamiento operacional basado en Ottawa (Canadá), y el Citizen Lab en la  Escuela Munk de Asuntos Globales, de la Universidad de Toronto.  Los investigadores principales y cofundadores de la IWM son Rafal Rohozinski (del Grupo Secdev) y Ronald Deibert (de Citizen Lab). IWM  es parte de la red de proyectos de investigación avanzada del Citizen Lab, los que incluyen la Iniciativa OpenNet, el Centro de Metodología de la Fusión, y PsiLab.
Era un esfuerzo de investigación independiente y su misión declarada era construir y ampliar la base de evidencia disponible a académicos, responsables de políticas, y otros.
La investigación del IWM era apoyada por el Centro Canadiense para Estudios de Seguridad Global (Universidad de Toronto), una subvención de la Fundación John D. Y Catherine T. MacArthur, de contribuciones de personal del Grupo SecDev, y una donación de software de Palantir ecnologies Inc.

## Historia
El Monitor de Guerra de Información fue fundado en 2003 por Rafal Rohozinski (Grupo de Investigación Avanzado de Red, Universidad de Cambridge) y Ronald Deibert (Citizen Lab, Escuela Munk de Asuntos Globales, Universidad de Toronto), como un proyecto hermano a la Iniciativa Open Net del cual Deibert y Rohozinski eran investigadores principales junto con John Palfrey (Centro Berkman para Internet y Sociedad, Universidad de Harvard) y Jonathan Zittrain (Instituto de Internet de Oxford).
Entre 2003 y 2008, el IWM llevó a cabo un número de estudios,  incluyendo el monitoreo del estado del Internet iraquí durante la invasión de 2003, la guerra Israel-Hezbollah 2006, la guerra ruso-georgiana del 2008, y las operaciones israelíes en Gaza en enero de 2009 . 
El IWM era también un socio organizador para dos talleres Rusia-OTAN que examinaban guerra de la información y ciberterrorismo.
El proyecto IWM cerró en enero de 2012, habiendo conducido actividad avanzada de investigación que rastrea la aparición del ciberespacio como ámbito estratégico.

## Actividades
El IWM tiene tres actividades primarias:
Estudio de casos.  El IWM diseña y lleva a cabo investigación de estudio de casos activa.  Estos son actividades autogeneradas consistentes con la misión del IWM.  Emplea una aproximación rigurosa y multidisciplinaria en todos los estudios de caso fusionando métodos cualitativos, técnicos y cuantitativos.  Como regla general, sus investigaciones constan de al menos dos componentes:
Investigaciones basadas en campo.  El IWM se involucra en investigación cualitativa entre audiencias objetivo afectadas y emplea técnicas que incluyen entrevistas, interacción con socios de largo plazo in situ, y extensa recolección técnica de datos que implica monitoreo de sistemas, reconocimiento de redes e interrogatorio. Sus equipos de terreno son apoyados por  analistas séniors y especialistas regionales, incluyendo científicos sociales, profesionales de seguridad informática, expertos de políticas y lingüistas, quiénes proporcionan soporte contextual adicional y apoyo sustantivo.
Exploración técnica y análisis de laboratorio. Los datos recogidos en el campo son analizados utilizando una variedad de métodos de fusión avanzada de datos y de visualización.  Las pistas desarrolladas por actividades de campo son continuadas a través de “exploración técnica”, que incluye investigaciones de redes computacionales, y los datos resultantes y su análisis es compartido con equipos en terreno y socios para verificación y para generar puntos adicionales de entrada para investigaciones de seguimiento.
Análisis de tendencias del código abierto. El IWM recoge información de código abierto de la prensa y de otras fuentes que siguen tendencias globales en ciberespacio.  Estos están publicados en su sitio web público. 
Talleres analíticos y extensión.  El IWM trabaja estrechamente con la academia, organizaciones de derechos humanos, y la comunidad de defensa y de inteligencia. Publica informes y ocasionalmente conduce talleres conjuntos. Su trabajo es independiente, y no se somete a clasificación de gobierno, Su objetivo es animar un debate enérgico alrededor de asuntos críticos de política.  Esto incluye involucrarse en consideraciones éticas y legales de operaciones de información, ataques de redes de computadores y explotación de red de computadores, incluyendo el uso orientado de troyanos y malware, ataques de denegación de servicio y filtrado de contenidos.

## Publicaciones

### Rompiendo la Confianza: un análisis de prácticas de vigilancia y de seguridad en la plataforma TOM-Skype de China (2008)
En 2008, el IWM descubrió una red de vigilancia que era operada por Skype y su Socio chino, TOM On-line, el cual en forma rutinaria e insegura recolectó, registró y capturó millones de registros (incluyendo información personal y detalles de contacto de cualquier charla de texto y/o llamadas de voz puestas por usuarios de TOM-Skype, incluyendo las de la plataforma Skype ).

### Siguiendo a GhostNet: investigando una Red de Ciber Espionaje (2009)
En 2009, después de una investigación de 10 meses, IWM  descubrió y llamó GhostNet, a lo que se supone es una operación de ciberespionaje, basada principalmente en la república Popular China, la cual ha infiltrado al menos 1.295 ordenadores en 103 países, 30% de los cuales eran objetivos de alto valor, incluyendo ministerios de relaciones exteriores,  embajadas, organizaciones internacionales, medios informativos, y ONGs.

### Sombras en la Nube: Investigando Ciber Espionaje 2.0 (2010)
En su informe de seguimiento de 2010, Sombras en la Nube: Investigando Ciber Espionaje 2.0, la IWM documentó un ecosistema complejo de ciber espionaje que sistemáticamente apuntaba y comprometía sistemas computacionales en India, las Oficinas del Dalai Lama, las Naciones Unidas, y muchos otros países. La investigación logró encontrar una gran cantidad de documentos robados – incluyendo material sensible y clasificado– que pertenecía a sistemas de redes de gobiernos, empresas, académicos y otros sistemas de red de ordenadores y otros objetivos políticamente sensibles.

### Koobface: Dentro de una red de Crimeware (2010)
Habiendo descubierto copias archivadas de la infraestructura de botnet Koobface en un servidor de comando y control bien-conocido, investigadores del IWM documentaron las formas de trabajo internos de Koobface en su informe del 2010, Koobface: Dentro de una red de Crimeware. Los investigadores descubrieron que en solo un año, Koobface generó más de 2millones de dólares americanos en beneficios.